# Phi Nhung
Phạm Phi Nhung (Pleiku, 10 de abril de 1970 - Ciudad Ho Chi Minh, 28 de septiembre de 2021) fue un cantante vietnamita-estadounidense que se especializó en música Dan Ca y Tru Tinh. Cantó para Paris By Night y Van Son, también actuó en obras de teatro y en la producción de Tinh. De igual modo grabó música para Lang Van y realizó varios duetos con el cantante Mạnh Quỳnh durante su carrera.

## Primeros años
Phạm Phi Nhung nació el 10 de abril de 1970  en Pleiku, Vietnam de madre vietnamita y padre militar estadounidense. Debido a su mala situación económica solo recibió una educación hasta el sexto grado. Cuando era niña no sabía que su padre era un soldado estadounidense que estuvo destinado en Pleiku durante la guerra de Vietnam.
Desde muy joven escuchó música folclórica vietnamita que más tarde influyó en su propia música.
En 1982 murió su madre, por lo que se fue a vivir con sus abuelos. Se convirtió en la cuidadora financiera de sus cinco hermanos.

## Carrera profesional
En octubre de 1989 Phi Nhung emigró a los Estados Unidos como parte de su política de inmigración hacia Amerasian descendencia guerra. Se mudó a Tampa, Florida, donde conoció a Trizzie Phuong Trinh, una cantante vietnamita-estadounidense en un concierto benéfico para un templo. Reconociendo su talento, Trizzie le aconsejó que fuera a California para perseguir sus sueños. Debido a que llegó tarde a este país, estaba muy indecisa. En 1993, se mudó al condado de Orange (California).
Su primera aparición en el escenario resultó no ser espectacular, lo que la hizo querer abandonar sus sueños de convertirse en cantante. Afortunadamente, gracias al apoyo de la cantante Huong Lan, ha decidido seguir su carrera lo más lejos posible.
Phi Nhung comenzó a ganar popularidad luego de su dueto "Que River 1" con la famosa cantante Thai Châu en Hollywood Night 15, luego de lo cual hizo un CD debut con las voces de dos grandes cantantes y la estadounidense Huyen Vu Tuan. En una entrevista reciente, Phi Nhung había confiado que para triunfar en la industria de la música, se arriesgaba a sudar y llorar para ejercer la profesión, además de tener que vender CD por cuenta propia y cantar en bares musicales.
A partir de 2005, Phi Nhung regresó a Vietnam para actuar, donde su popularidad comenzó a aumentar. Además de cantar, ha tenido papeles en películas, actuó como artista de teatro, comediante y presentadora de ceremonias. Cuando estuvo en los Estados Unidos, actuó con CarbonWorks, un grupo musical fundado por Neal Barnard, quien también fundó Physicians Committee for Responsible Medicine.
En 2014 Phi Nhung aceptó una invitación para convertirse en juez de un reality show de televisión en busca de talento musical y lírico Solo Bolero 2014. Con el comentario centrado, críticas detalladas y razonables de música, Phi Nhung fue amada y admirada por los concursantes y la audiencia. En 2015 aceptó la invitación para convertirse en jueza invitada del programa Southern Star (Examen Final del Jurado 5 noche) y logró mantener su peso bajo.  Posteriormente también apareció en el papel de juez de la temporada 2015 de Bolero 2 Solo.
A principios de 2016 junto con Hoai Linh participó como juez del programa de juegos Southern Stars 2016.
A principios de 2021 participó en el programa de juegos de Ky Uc Vui Ve.

## Vida personal y muerte
Phi Nhung era budista.
El 26 de agosto de 2021 fue hospitalizada en el Hospital Cho Ray después de contraer COVID-19. Aproximadamente un mes después, su salud empeoró. Finalmente murió el 28 de septiembre de 2021, debido a complicaciones de COVID-19.

## Discografía

### Álbumes de estudio
|  | - Những đốm mắt hỏa châu (CD đầu tay) - Bông điên điển CD 1,2 - Bọt mưa - 20 Năm Tình Đẹp Mùa Chôm Chôm (Biển 18) - Ai khổ vì ai - Thà trắng thà đen - Làm dâu xứ lạ (Biển 47) - Giọt lệ tình - Bên cầu nhớ mong - Đếm giọt sầu rơi - Mùa thu lá bay - "Nỗi buồn hoa phượng 1,2 (CD de audio, MV) - Những tình khúc dang dở - Năm cụm núi quê hương - "Mong em còn ngày mai" - "Quê hương 3 miền" - "Viết từ KBC (álbum)" - "Nếu hai đứa mình" - "Đời con gái" - "Mong chờ" - "Thân phận" - Chuyến xe miền tây - Sầu cố đô - Tình khúc quê hương - Tình ca Thanh Sơn 1,2 - Bông cỏ mayo - Chuyến đò vỹ tuyến - Nàng yêu hoa tím - Một người đi - Rừng lá thấp - Gõ cửa - Thầm kín - Sương lạnh chiều đông - Bến cũ đò xưa (Thúy Nga) - Tơ duyên (Thúy Nga) - Phải lòng con gái Bến Tre - Ngựa ô thương nhớ (Thúy Nga) - "Thương em lý miệt vườn (Thúy Nga)" - "Trống vắng" - Ninh Kiều em gái Cần Thơ - Khổ Tâm - Ba tháng tạ từ - Sau những lần gối mỏi - Mưa dĩ vãng - Chuyến xe lam chiều - Nhật ký đời tôi - Hành trang giã từ - Căn nhà ngoại ô |  | - Dấu chân kỷ niệm - Gái nhà nghèo - Đò tình lỡ chuyến - Tình cờ - Giây phút chạnh lòng - Hận tha la - Kỷ niệm chúng mình - Trở lại Bạc Liêu - Hai mùa mưa - Phố đêm - Người đẹp bên trăng - Hoa sứ nhà nàng 2 - Chuyện đêm mưa - Mưa qua phố vắng - Điệu buồn Phương Nam - Có lẽ - Chuyến đò Hậu Giang - Màu hoa bí - Để tóc nàng ngủ yên - Lý con sáo Bạc Liêu - Cánh hoa rừng - Một chuyến về quê - Đò dọc - Tình ngăn đôi bờ - Chuyện tình ong bướm - Chờ người - Anh hãy về đi - Về quê em CD 1,2 - Kể chuyện trong đêm - Lời cuối cho tình yêu - Chiều qua phà hậu giang - Nét buồn thời chiến (1997) - Dạ cổ hoài lang - Đôi ngã chia ly - Phận bạc - Hương tóc nàng dâu - Ngày tết quê em - Qua cơn mê - Lo mejor de Phi Nhung CD 1,2 - Hành trình trên đất phù sa |  | - Câu chuyện đầu năm - Chung một dòng sông - Chiếc vòng cầu hôn - Phản bội - Năm 17 tuổi (Tuổi 17) - Trách ai vô tình - Độc huyền - Áo xanh (Tình) - Nhớ mẹ lý mồ côi - Tiễn biệt - Chỉ còn vần thơ - Sau ngày hành quân - Hoa thương nhớ ai - Mùa sầu riêng - Mưa trên phố Huế - Tình đẹp mùa chôm chôm - Chuyến xe lam chiều - Một chuyến xe hoa - Xuân của mẹ - Còn thương góc bếp chai hè - Thương lắm Cà Mau - Con cò trắng (Tình) - Sông quê tình nhỏ - Thư cho mẹ - Xa rồi hình bóng xưa - Tình phai - Lần đầu nói dối - Cho vừa lòng anh - Lá sầu riêng (Tình) - Thuyền giấy chiều mưa - Gợi nhớ quê hương - Nối lại tình xưa - Còn gì - Hình bóng quê nhà - Thuyền xa bến đỗ - Còn mãi lời ru - Chị đi tìm em - Que el lục bình (sau 2005) - Thao thức vì em (2007) - Espectáculo en vivo Một thoáng quê hương - Chắc gì (2009) - Bao giờ ta gặp lại ta (2012) - Thương lắm mình ơi (2014) - Mùa xuân hạnh phúc (2015) |

### Álbumes colaborativos

#### Con Mạnh Quỳnh
| - Tân cổ giao duyên 1 - Tân cổ giao duyên 2 - Tân cổ giao duyên 3 - Viết thư tình - Căn nhà màu tím - Đam mê - Nếu chúng mình cách trở - Cơn mê tình ái - Đoạn cuối tình yêu - Màu hoa tím - Đón xuân này nhớ xuân xưa - Dòng sông hò hẹn - Tình anh lính chiến - Tình đời - Mực tím mồng tơi |  | - Đừng nói xa nhau - Tình nghèo - Nhớ em câu hát đò đưa - Dù anh nghèo - Thành phố buồn - Chuyện ba mùa mưa |

#### Con otros artistas
| - Những đốm mắt hỏa châu (con Tuấn Vũ y Mỹ Huyền) - Mai lỡ mình xa nhau (con Tuấn Vũ ) - Sông quê tình nhớ (con Thái Châu ) - Chân dung kỷ niệm (con Thái Châu) - Rồi ngày mai xa nhau (con Thái Châu) - Những ngày xưa thân ái (con Thái Châu) - Nói với người tình (con Nguyên Vũ) - Giờ Tý canh ba (con Nguyên Vũ) - Ru lại câu hò (con Tường Nguyên) - Rau đắng tình xa (con Tường Nguyên) - Ngẫu hứng lý qua cầu (con Quang Lê ) - Đêm buồn tỉnh lẻ (con Chế Linh ) - Chúng mình cách trở (con Chế Linh ) - Ai giàu ba họ ai khó ba đời (con Dương Ngọc Thái) - Rồi 20 năm sau (con Giao Linh) - Nỗi buồn hoa phượng (con Thanh Tuyền) - Cũng bởi do tiền (con Dương Ngọc Thái) |  | - Tình đẹp Hậu Giang (con Duy Trường) - Ngày còn em bên tôi (con Trường Vũ) - Lỡ chuyến đò tình (con Trường Vũ) - Màu hoa bí (con Trường Vũ) - Sầu tím thiệp hồng (con Mạnh Đình) - Tiếng cuốc gọi đêm (con Đan Trường) - Giữa dòng mưu sinh (con Đan Trường) - Tình ca quê hương (con Hương Lan) - Tình khúc Quê Hương (con Préstamo Dương Hồng) - Tân cổ Tâm sự với anh (con Kim Tử Long) - Tâm hồn xao động (con Kelvin Khoa) |

#### Como parte de Thúy Nga
- Hai đứa nghèo
- Giấc mơ cánh cò

## Filmografía
| Año  | Película                                                  | Papel          | Otras notas    |
| ---- | --------------------------------------------------------- | -------------- | -------------- |
| 2010 | Lâu Đài Tình Ái (El castillo del amor)                    | La ama de casa | Rol de soporte |
| 2010 | Mùa Hoa Dại (Temporada de floración de flores silvestres) | Thơm (Thom)    | Rol principal  |